# Gbékoun írás
A Gbékoun írást 2019 előtt a Dangbó városából származó Togbédji Adigbè, a Fon nyelv veme (weme) nyelvjárásának beszélője alkotta meg.  A Benini Köztársaság valamennyi őshonos nyelvéhez alakított helyi írásrendszernek készült a fon, adzsa, joruba, dendi, bokó, a jom és az ayizo nyelvek leírására. A szakiskolákban az anyanyelvi oktatásban alkalmazták.
A gbékoun írás 24 mássalhangzóból és 9 magánhangzóból áll. Vannak a hangsúlyokat jelölő mellékjelek, számok (a tizedes számrendszer használatához) és számos írásjel is.

## Fordítás
Ez a szócikk részben vagy egészben  a   Gbékoun script című angol Wikipédia-szócikk ezen változatának fordításán alapul.  Az eredeti cikk szerkesztőit annak laptörténete sorolja fel. Ez a jelzés csupán a megfogalmazás eredetét és a szerzői jogokat jelzi, nem szolgál a cikkben szereplő információk forrásmegjelöléseként.